# Luperina pallescens
Luperina pallescens là một loài bướm đêm trong họ Noctuidae.